# Họ Vọp
Họ Vọp, tên khoa học Mactridae, là một họ ngao nước mặn, động vật thân mềm hai mảnh vỏ sống ở ở biển. Họ này thuộc bộ Venerida.

## Mô tả
Những con vọp có hai vòi ngắn, mỗi vòi có một lớp vỏ sừng. Vỏ có dạng tam giác đều, góc tròn và có một lỗ van nhỏ ở phía sau. Chân dò của chúng có màu trắng và hình nêm. Các loài vọp thường đào ẩn mình trong cát hoặc sỏi mịn và không bao giờ đào trong chất nền bùn.

## Các chi

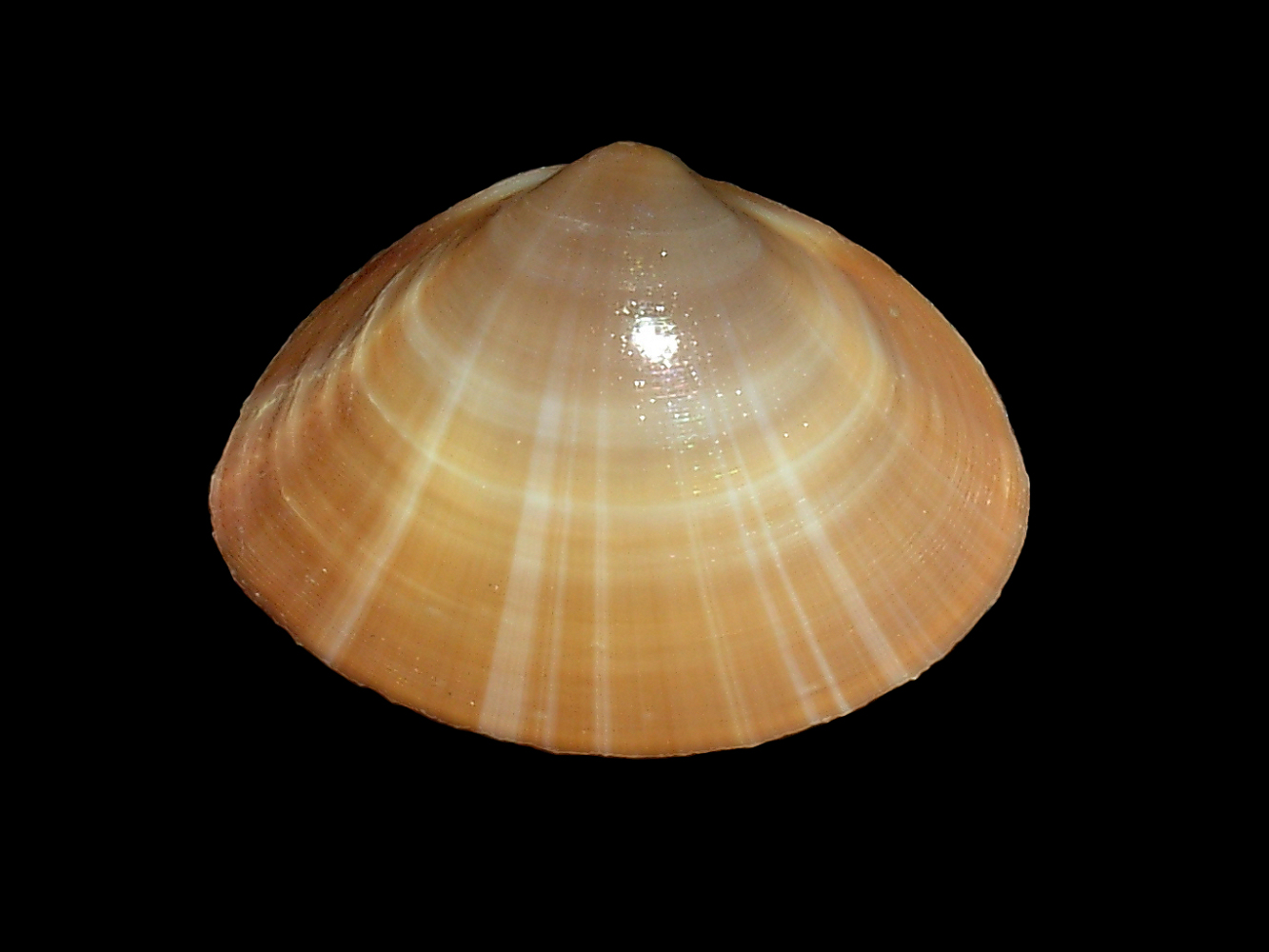
Mactra stultorum

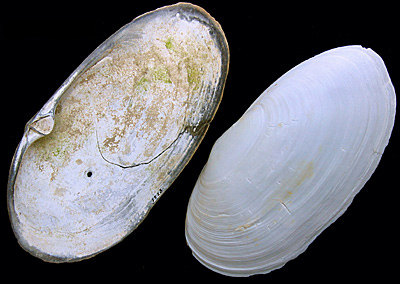
Lutraria lutraria

Theo Sổ đăng ký các loài sinh vật biển thế giới (2012), họ này có 37 chi:
- Anatina Schumacher, 1817
- Austromactra Iredale, 1930
- Barymactra Cossmann trong Cossmann & Peyrot, 1909
- Coelomactra Dall, 1895
- Crassula Marwick, 1948
- Cyclomactra Dall, 1895
- Darina Grey, 1853
- Diaphoromactra Iredale, 1930
- Eastonia Grey, 1853
- Harvella Grey, 1853
- Heterocardia Deshayes, 1855
- Huberimactra Cosel & Gofas, 2018
- Leptospisula Dall, 1895
- Lutraria Lamarck, 1799
- Mactra Linnaeus, 1767
- Mactrellona Marks, 1915
- Mactrinula Grey, 1853
- Mactromeris Conrad, 1868
- Mactrotoma Dall, 1894
- Maorimactra Finlay, 1928
- Meropesta Iredale, 1929
- Mulinia Grey, 1837
- Oxyperas Mörch, 1853
- Pseudocardium Gabb, 1866
- Raeta Gray, 1853
- Rangia Desmoulins, 1832
- Resania Grey, 1853
- Scalpomactra Finlay [in Marwick], 1928
- Scissodesma Grey, 1837
- Simomactra Dall, 1894
- Spisula Gray, 1837
- Standella Gray, 1853
- Tanysiphon Benson, 1858
- Tresus Grey, 1853
- Trinitasia Maury, 1928
- Tumbeziconcha Pilsbry & Olsson, 1935
- Zenatia Gray, 1853
- Zenatina Gill & Darragh, 1963